# Refúgio do colo da Cruz do Bonhomme
O refúgio do colo da Cruz do Bonhome (em francês:  Refuge du col de la Croix du Bonhomme) é um refúgio de montanha situado a 2 443 m no maciço do Monte Branco, departamento francês da Saboia, na região Ródano-Alpes, e encontra-se não longe do colo da Cruz do Bonhomme do qual recuperou o nome e que faz a separação entre a Saboia e a Alta-Saboia.

## GR5
É um dos refúgios utilizados no Tour du Mont Blanc (TMB) no trilho de Grande Rota, e mais precisamente do célebre GR5 que liga Bergen op Zoom na Holanda com Nice na França passando por Chamonix.

## Características
Acesso a partir de  Chapieux
- Altitude; 2 443 m
- Capacidade; 113 pessoas
- Tempo; 2h30 a partir de Chapieux para os lados de Bourg-Saint-Maurice.

## Ascensões
Um segundo percurso muito utilizado é feito a partir de Saint-Gervais-les-Bains via o colo do Bonhomme.